# Diplusodon mononeuros
Diplusodon mononeuros är en fackelblomsväxtart som beskrevs av Pilger. Diplusodon mononeuros ingår i släktet Diplusodon och familjen fackelblomsväxter. Inga underarter finns listade i Catalogue of Life.